# アヌス語
アヌス語（アヌスご、Anus）は、オーストロネシア語族のサルミ諸語に属する言語で、インドネシアの一部で使用されている言語である。

## 概要
この言語は、インドネシアのパプア州（ニューギニア島の西側）の州都であるジャヤプラの北部海岸域の一部と、ビリ川（Biri river）東部の北海岸沖に浮かぶ小島であるアヌス島（Plau Anus）で使用されており、話者総数は128～300人である。この言語を利用している民族はアヌス族（Anus people）のみであり、アヌス族は2005年時点で320人となっている。

## 参考
- “Anus language”. JOSHUA PROJECT. 2009年12月23日閲覧。